# ÖFB-Cup 1986-1987
La ÖFB-Cup 1986-1987 è stata la 53ª edizione della coppa nazionale di calcio austriaca.

## Ottavi di finale
| Squadra 1       | Risultato         | Squadra 2          |
| --------------- | ----------------- | ------------------ |
| 17 aprile 1987  |                   |                    |
| Kufstein        | 0 - 1 (dts)       | Austria Salisburgo |
| First Vienna    | 2 - 0             | Austria Klagenfurt |
| 18 aprile 1987  |                   |                    |
| Austria Vienna  | 3:0 Wert. - (dts) | Kremser SC         |
| Admira/Wacker   | 3 - 1             | Sturm Graz         |
| Swarovski Tirol | 4 - 1             | Flavia Solva       |
| St. Veit        | 2 - 1 (dts)       | SAK Klagenfurt     |
| 20 aprile 1987  |                   |                    |
| USV Salisburgo  | 2 - 4             | VÖEST Linz         |
| 21 aprile 1987  |                   |                    |
| Rapid Vienna    | 4 - 0             | Eisenstadt         |

## Quarti di finale
| Squadra 1          | Risultato | Squadra 2      |
| ------------------ | --------- | -------------- |
| 5 maggio 1987      |           |                |
| St. Veit           | 0 - 3     | Rapid Vienna   |
| Austria Salisburgo | 1 - 3     | VÖEST Linz     |
| First Vienna       | 1 - 0     | Admira/Wacker  |
| Swarovski Tirol    | 3 - 1     | Austria Vienna |

## Semifinale
| Squadra 1      | Risultato | Squadra 2       |
| -------------- | --------- | --------------- |
| 19 maggio 1987 |           |                 |
| Rapid Vienna   | 2 - 0     | VÖEST Linz      |
| 20 maggio 1987 |           |                 |
| First Vienna   | 0 - 3     | Swarovski Tirol |

## Finale
| Squadra 1       | Risultato | Squadra 2       |
| --------------- | --------- | --------------- |
| 9 giugno 1987   |           |                 |
| Rapid Vienna    | 2 - 0     | Swarovski Tirol |
| 16 giugno 1987  |           |                 |
| Swarovski Tirol | 2 - 2     | Rapid Vienna    |